# 閘刀開關

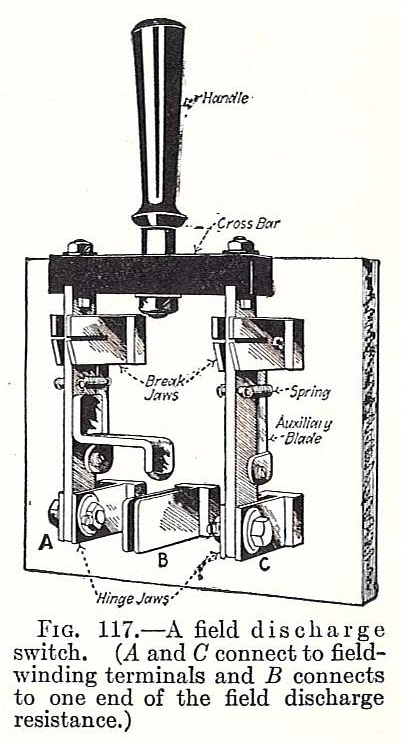
1917 馬達開關

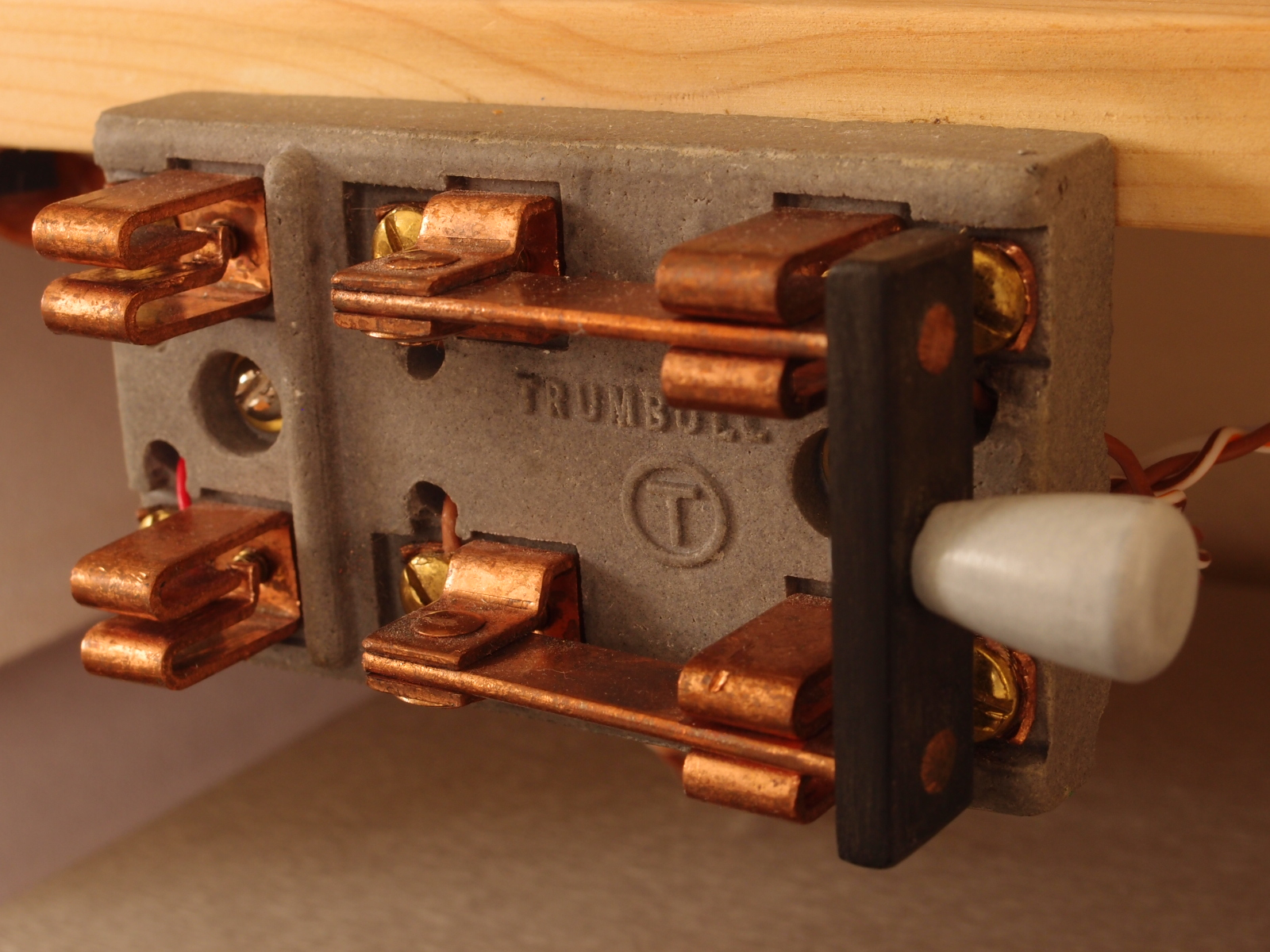
閘刀開關處於兩個閉合位置之一。

閘刀開關，是一款歷史悠久用來控制電路中電流的開關，結構及操作相對簡單。是由銅合金等製成的板（刀）狀電極（刀片）只要移動電閘手柄 插入到同樣由銅合金等製成的電極（刀座）中就可連通或切斷電路，底座通常由瓷器陶瓷製成。

## 概述
它是最經典的開關類型，廣泛用於低壓電，有單相刀閘和三相刀閘之分，隨著電照明的普及而廣泛應用。  雖然刀開關過去常用，但現在很少見，主要用於科學演示，其中開關的裸露機械裝置使其功能和狀態直觀可見。刀開關的構造和使用極其簡單，但對於任何危險電源來說，其裸露的金屬部件存在很大的觸電風險，並且開關在較高電壓下打開時會產生電弧，這會帶來進一步的觸電或電擊風險。而且需買專用的保險絲，所以有人用銅線替代保險絲，短路或過截時沒辦法燒融截斷電流，很容易引發火災。
閘刀開關被無熔線斷路器取代，安全開關在金屬外殼內有載流觸點，只能透過關閉電源才能開啟。在現代應用中，使用自動開關（例如接觸器和繼電器）和手動開關（例如斷路器） 。這些設備使用速動機構，可快速打開開關接點，並具有滅弧室，可熄滅因開啟開關而產生的電弧。這些設備還可以防止因意外接觸而造成的傷害，因為開關的所有載流金屬部件都被絕緣防護罩包圍。

### 按極數分
閘刀開關可分為單極（1極）閘刀開關，雙極（2極）閘刀開關，三極閘刀開關和四極閘刀開關。

## 附蓋閘刀開關
為了防止觸電事故，結構部件（帶電部件）通常容納在外殼（蓋）內。因此，用於室內佈線的閘刀開關通常指的是帶有蓋閘刀開關。

## 相關項目
- 塑殼斷路器
- 斷路器
- 漏電斷路器
- 微型斷路器
- 電弧故障斷路器

## 外部連結
- 日東工業株式会社
- .   [2007-06-01].
- unknown writer, , General Electric literature, 1981